# Sel d'Eschenmoser
Le sel d'Eschenmoser  ou iodure de diméthylméthylénammonium est un composé de la famille des sels d'iminium. C'est un agent de diméthylaminométhylation fort, utilisé pour préparer des dérivés de type RCH2N(CH3)2,.
Ce sel fut pour la première fois préparé par le groupe d'Albert Eschenmoser d'où il tient son nom.
Les énolates, les énolsilyléthers et même les cétones acides peuvent subir efficacement une diméthylaminométhylation. Une fois préparés, de telles amines tertiaires peuvent ensuite être méthylés et subir une élimination en milieu basique pour former des cétones méthylées. 

## Propriétés[1]
Le produit se décompose dans l'eau et s'il est chauffé au-dessus de 240 °C. Dans ce dernier cas, sa décomposition dans l'air peut dégager du monoxyde de carbone, du dioxyde de carbone, des oxydes d'azote et de l'iodure d'hydrogène.